# Iran (miejscowość)
Iran – miejscowość w Hiszpanii, w Katalonii, w prowincji Lleida, w comarce Alta Ribagorça, w gminie El Pont de Suert.
Według danych opublikowanych przez Institut d’Estadística de Catalunya w 2020 roku liczyła 6 mieszkańców – 2 mężczyzn i 4 kobiety. Liczba mieszkańców w poprzednich latach: 8 (2008), 9 (2009), 8 (2014), 8 (2015), 6 (2019).